# 田中治彦 (教育学者)
田中 治彦（たなか はるひこ、1953年 - ）は、日本の教育学者、上智大学総合人間科学部教授。社会教育、生涯学習、開発教育、国際教育論が専門で、青少年教育、特にボーイスカウト運動と、日本におけるその前身「少年団」についての研究・著作も多い。

## 人物
東京生まれ。東京大学大学院教育学研究科博士課程（社会教育コース）修了。 （財）日本国際交流センター、岡山大学教育学部教員、南北ネットワーク岡山代表、岡山YMCA理事を経て、1997年より立教大学文学部教授。2010年よりは上智大学総合人間科学部教育学科教授。開発教育協会代表理事、子どもの遊ぶ権利のための国際協会（IPA）会員、日本社会教育学会理事などを歴任。

## 著作
- 『学校外教育論』（学陽書房） 1988
- 『南北問題と開発教育 - 地球市民として生きるために』（亜紀書房） 1994
- 『ボーイスカウト - 二〇世紀青少年運動の原型』（中公新書） 1995
- 『地域をひらく国際協力 - 南北ネットワーク岡山10年の挑戦』（大学教育出版） 1997
- 『少年団運動の成立と展開 - 英国ボーイスカウトから学校少年団まで』（九州大学出版会） 1999
- 『子ども・若者の居場所の構想 - 「教育」から「関わりの場」へ』（学陽書房） 2001
- 『国際協力と開発教育 - 「援助」の近未来を探る』（明石書店） 2008
- 『開発教育 - 持続可能な世界のために』（開発教育協会企画協力、学文社）　2008

### 翻訳
- 『参加型開発による地域づくりの方法 - PRA実践ハンドブック』（田中治彦訳、開発教育協会企画協力、明石書店） 2008